# Рюльер, Клод Карломан
Клод Карломан Рюльер (фр. Claude Carloman de Rulhière , 12 июня 1735 — 30 января 1791) — французский поэт, писатель и историк, член Французской академии.

## Биография
Клод Карломан Рюльер родился в городе Бонди, рядом с Парижем. Служил в гвардейских жандармах и участвовал в Семилетней войне, потом перешёл на дипломатическую службу и в 1760 году сопровождал французского посланника, барона Бретеля, в Санкт-Петербург, в качестве секретаря посольства, и пробыл там 15 месяцев. Позже состоял при департаменте иностранных дел в качестве политического писателя.
Находясь в Российской империи в эпоху царствования Петра III и событий, сопровождавших вступление на престол Екатерины II, Рюльер пользовался своими светскими связями, чтобы узнавать все происходившее вокруг него, и через несколько лет по возвращении в Париж составил о перевороте 1762 года книгу, которую хотя и не печатал, но читал в парижских салонах. Когда известие о сочинении Рюльера дошло до императрицы, Екатерина II поручила русскому посланнику в Париже приобрести рукопись, но единственным результатом переговоров было обязательство Рюльера не печатать своего сочинения до смерти его и императрицы. Напечатанное под заглавием «История и анекдоты о революции в России 1762 года» (фр. «Histoire ou anecdotes sur la révolution de Russie en 1762», Париж, 1797), оно не имело никакого успеха. Это — памфлет, усеянный скандальными анекдотами и переполненный ошибками, преувеличениями и баснями.
Большее значение имеет сочинение Рюльера «История анархии в Польше и разделения этой республики» (фр. «Histoire de l’anarchie de Pologne et du démembrement de cette république», изд. Дону, 1807; 4 изд., 1862), которое он написал для дофина, будущего Людовика XVI. Этому труду Рюльер посвятил 22 года и ездил для собирания материалов в Польшу. Изложение событий доведено лишь до 1670 года.

## Сочинения Рюльера
- «Histoire ou anecdotes sur la révolution de Russie en 1762» (1797)
- «Histoire de l’anarchie de Pologne et du démembrement de cette république» (1807)
- «Eclair cissements historiques sur les causes de la révocation de l'é dit de Nantes» (Париж, 1788)
- «Portrait du comte de Vergennes»
- «De l’action de l’opinion sur les gouvernements»
- «Les disputes» (сатирическая поэма, которую Вольтер целиком поместил в своем философском словаре)
- «Les jeux de main» (собрание стихотворений Рюльера)
- «Oeuvres complètes» (издано в 1819)
- Рюльер К. К. История и анекдоты о революции в России в 1762 году // Россия XVIII в. глазами иностранцев / Под. ред. Ю. А. Лимонова. — Л.: Лениздат, 1989. С. 261—312. — Серия «Библиотека „Страницы истории Отечества“».